# Clavularia racemosa
Clavularia racemosa is een zachte koraalsoort uit de familie Clavulariidae. De koraalsoort komt uit het geslacht Clavularia. Clavularia racemosa werd in 1950 voor het eerst wetenschappelijk beschreven door Utinomi. 